# 죽도록 사랑해
《죽도록 사랑해》는 2003년 3월 1일부터 2003년 8월 17일까지 방영된 MBC 주말연속극이다.

## 제작진
- 기획 : 이재갑
- 연출 : 소원영
- 극본 : 김운경

## 소개
격랑의 1970년대 한국사의 러브로망 첫사랑에 영혼을 빼앗긴 한 남자의 일편단심. 그 바위같이 견고한 사랑의 승리를 펼쳐 보이고 싶다.
그리고 만일 오늘날 우리가 나름대로 헐벗고 굶주린 생활에서 간신히 벗어났다고 생각한다면 이 고단하고 끈질긴 등장인물들의 삶의 풍경을 한번쯤은 엄숙한 눈빛으로 돌아다보아야 할 것이다.
70년대를 돌이켜 보면 가난하고 어려웠던 가슴아픈 시대였으나, 그 속에 따뜻한 가족 간의 정과 이웃 간의 우애, 그리고 유쾌한 낭만을 느낄 수 있다.
가난했던 역정을 말로만 들어온 세대에게 생의 목표를 설정하는데 필요한 서민사이다.
각기 뚜렷한 개성을 지닌 인물들이 모여서 엮어내는 유쾌한 이야기.
불행과 역경에서 도피하지 않고 당당히 맞서는 주인공을 통해 미래에 대한 희망과 용기를 보여준다.
아프고, 진하고, 아름다운 70년대식 사랑의 서사시를 통해 한 여자를 그의 아픈 굴절까지도 죽도록 사랑한 남자하고 그 주변인물을 통해 희생과 헌신의 사랑의 참모습을 감동적으로 제시한다.

## 등장 인물
- 이훈(김재섭)
- 장신영(한설희)
- 이진우(김재국) : 재섭 형
- 최불암(장 사장)
- 정혜선(재섭·재국·재옥 남매 어머니)
- 이경진(조 여사)
- 지수원(김재옥) : 재섭 누나
- 이문식(남철호)
- 이동건(이광식) : 재섭의 친구 역
- 이종수(창배) : 재섭 친구
- 강래연(희숙) : 설희 친구
- 최성호(송준호) : 재섭 친구
- 이효춘(설희 어머니)
- 박지영(한규희)
- 김여진(이광숙) : 광식 누나
- 임현식(이 씨) : 광식 아버지
- 이원재(걸구)
- 박경순(강씨) : 창배 계부
- 박상조(송씨) : 준호 아버지
- 김소이, 남영진, 김일웅, 조덕현, 조성하, 서유정, 최자혜, 엄현희, 김철기, 마준오, 설지윤, 이우진, 김은수, 홍승범, 염재욱, 강보라, 양형호, 정선일

## 이모저모
- 작가 김운경은 2000년 SBS 월화극 《도둑의 딸》이 동시간대 MBC 《허준》에 밀려 평균 2%대의 시청률에 허덕이다가 종영 후 10%대의 시청률로 조금 나아지다가 KBS 2TV 《가을동화》로 인해 또다시 시청률이 하락하자, 애초 기획한 50부작에서 16편 축소된 34부작으로 조기 종영되는 수모를 당한 후 《죽도록 사랑해》를 통해 3년 만에 연속극 집필 활동을 재개했다.
  - 또한 1994년 《서울의 달》 이후 9년 만에 MBC에서 집필하면서 70년대의 향수를 보여주고자 '죽도록'이란 단어가 들어갔던 것도 있었으나, 너무 자잘한 에피소드의 나열 때문에 극적인 치밀함이 떨어진 데, 이어 잔재미만 추구하다 보니 전체적인 구성이 다소 지루하고 산만하다는 느낌이 있었으며,[1] 극단적인 언어 폭력 문제로 거침없는 비판을 받았다.[2] 그 결과 기대 이하의 성적에 그쳤다.
- 장신영이 맡았던 한설희 역은 당초 김민정이 낙점됐으나 김민정과 한때 스캔들이 터졌던 가수 겸 연기자 이동건이 남주인공 재섭의 친구인 광식 역으로 이미 캐스팅된 것이 영향을 미치자 김민정은 출연을 포기했다[3].
- 이 때문에 신인 탤런트 장신영이 대타로 들어가는 등[4] 배우 섭외 문제로 어려움을 겪어왔고 이런 이유로 전작 맹가네 전성시대에 출연했던 임현식을 또다시 투입했다.
- 장 사장 역의 최불암은 전 TBC-KBS PD 출신 정병식씨와 고교(중앙고) 동창이며 김재섭 역의 이훈은 정병식 PD의 대학(고려대) 후배다.